# Haus Lohmann (Ennepetal)

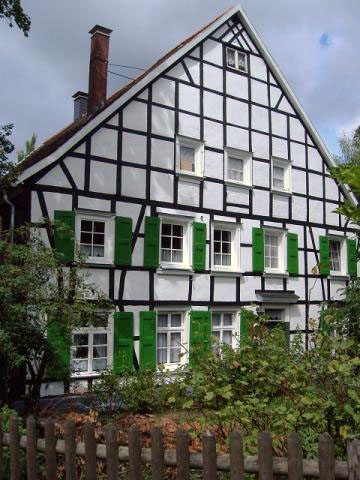
Haus Lohmann

Das Haus Lohmann, postalische Anschrift Milsper Straße 190, ist ein denkmalgeschütztes Fachwerkhaus im Ennepetaler Ortsteil Altenvoerde. Es wurde 1784 errichtet.

## Beschreibung
Das Haus Lohman ist ein zweigeschossiges, zur Rückseite hin schiefergedecktes Fachwerkhaus, das erstmals im Urkataster von 1830 nachweisbar ist. Die Traufseiten und die Giebelseite zur Lohmannstraße hin sind jeweils, teils unregelmäßig fünfachsig gegliedert. An der Rückseite befindet sich ein Ladeerker, die Eingangstür an der Vorderseite besitzt ein Oberlicht. Eine Fotografie aus 1928 zeigt die Rückseite mit einer dreiachsige Gliederung mit Schieferfassade. Das Haus hat 40 Zimmer und 4 Hauseingänge.

## Geschichte
Das Gelände Milsper Straße 190 gilt als die älteste Siedlung des mittelalterlichen Kirchspiels Voerde und wurde bereits 1130 aktenkundig erwähnt. Das Haus wurde 1784 von den Eheleuten Lohmann-Altenvoerde gebaut.